# West Indies Cricket Team in Südafrika in der Saison 1998/99
Die Tour des West Indies Cricket Teams nach Südafrika in der Saison 1998/99 fand vom 26. November bis zum 7. Februar 1998 statt. Die internationale Cricket-Tour war Bestandteil der Internationalen Cricket-Saison 1998/99 und umfasste fünf Tests und sieben ODIs. Südafrika gewann die Test-Serie 5–0 und die ODI-Serie 6–1.

## Vorgeschichte
Beide Mannschaften nahmen zuvor am ICC KnockOut 1998 teil und kamen ins Finale, wo sich Südafrika mit vier Wickets durchsetzen konnte.
Das letzte Aufeinandertreffen der beiden Mannschaften fand in der Saison 1993 in den West Indies statt.

## Stadien
Die folgenden Stadien wurden für die Tour als Austragungsort vorgesehen.
| Stadion                  | Stadt          | Kapazität | Spiele          |
| ------------------------ | -------------- | --------- | --------------- |
| Chevrolet Park           | Bloemfontein   | 20.000    | 6. ODI          |
| Centurion Park           | Centurion      | 22.000    | 5. Test; 7. ODI |
| Sahara Stadium Kingsmead | Durban         | 25.000    | 3. Test; 3. ODI |
| Buffalo Park             | East London    | 20.000    | 2. ODI          |
| Wanderers Stadium        | Johannesburg   | 34.000    | 1. Test; 1. ODI |
| Newlands Cricket Ground  | Kapstadt       | 25.000    | 4. Test; 4. ODI |
| Sahara Oval St George’s  | Port Elizabeth | 19.000    | 2. Test; 4. ODI |

## Kaderlisten
Die folgenden Kader wurden von den Mannschaften benannt.
| Test | Test | ODI | ODI |
| Südafrika | West Indies | Südafrika | West Indies |
| --- | --- | --- | --- |
| - Hansie Cronje (K) - Paul Adams - Adam Bacher - Mark Boucher (wk) - Daryll Cullinan - Allan Donald - Herschelle Gibbs - Jacques Kallis - Gary Kirsten - Lance Klusener - Shaun Pollock - Jonty Rhodes - Pat Symcox - David Terbrugge | - Brian Lara (K) - Curtly Ambrose - Shivnarine Chanderpaul - Mervyn Dillon - Daren Ganga - Ottis Gibson - Carl Hooper - Ridley Jacobs (wk) - Reon King - Clayton Lambert - Rawl Lewis - Nixon McLean - Junior Murray - Floyd Reifer - Franklyn Rose - Philo Wallace - Courtney Walsh - Stuart Williams | - Hansie Cronje (K) - Dale Benkenstein - Nicky Boje - Mark Boucher (wk) - Daryll Cullinan - Allan Donald - Steve Emworthy - Herschelle Gibbs - Andrew Hall - Jacques Kallis - Gary Kirsten - Lance Klusener - Victor Mpitsang - Shaun Pollock - Jonty Rhodes - Mike Rindel - Pat Symcox - Henry Williams | - Brian Lara (K) - Curtly Ambrose - Keith Arthurton - Shivnarine Chanderpaul - Daren Ganga - Ridley Jacobs (wk) - Carl Hooper - Reon King - Rawl Lewis - Neil McGarrell - Nixon McLean - Junior Murray - Floyd Reifer - Keith Semple - Philo Wallace |

## Tests

### Erster Test in Johannesburg
| 26. – 30. November Scorecard | Johannesburg | West Indies 261 (97) & 170 (81.3) | – | Südafrika 268 (93.5) & 164-6 (62.4) |
|                              |              | Südafrika gewinnt mit 4 Wickets   |   |                                     |

Die West Indies gewannen den Münzwurf und entschieden sich als Schlagmannschaft zu beginnen. Als Spieler des Spiels wurde Shaun Pollock ausgezeichnet.

### Zweiter Test in Port Elizabeth
| 10. – 12. Dezember Scorecard | Port Elizabeth | Südafrika 245 (70.4) & 195 (63.5) | – | West Indies 121 (37.3) & 141 (38.5) |
|                              |                | Südafrika gewinnt mit 178 Runs    |   |                                     |

Die West Indies gewannen den Münzwurf und entschieden sich als Feldmannschaft zu beginnen. Als Spieler des Spiels wurde Shaun Pollock ausgezeichnet.

### Dritter Test in Durban
| 26. – 29. Dezember Scorecard | Durban | West Indies 198 (71.1) & 259 (82.2) | – | Südafrika 312 (98) & 147-1 (48.4) |
|                              |        | Südafrika gewinnt mit 9 Wickets     |   |                                   |

Südafrika gewann den Münzwurf und entschied sich als Feldmannschaft zu beginnen. Als Spieler des Spiels wurde Jonty Rhodes ausgezeichnet.

### Vierter Test in Kapstadt
| 2. – 6. Januar Scorecard | Kapstadt | Südafrika 406 (146.5) & 226-7d (87.4) | – | West Indies 212 (85) & 271 (91.4) |
|                          |          | Südafrika gewinnt mit 149 Runs        |   |                                   |

Südafrika gewann den Münzwurf und entschied sich als Schlagmannschaft zu beginnen. Als Spieler des Spiels wurde Jacques Kallis ausgezeichnet.

### Fünfter Test in Centurion
| 15. – 18. Januar Scorecard | Centurion | Südafrika 313 (92.5) & 399-5d (115.2) | – | West Indies 144 (47.1) & 217 (75.2) |
|                            |           | Südafrika gewinnt mit 351 Runs        |   |                                     |

Die West Indies gewannen den Münzwurf und entschieden sich als Feldmannschaft zu beginnen. Als Spieler des Spiels wurde das gesamte südafrikanische Team ausgezeichnet.

## One-Day Internationals

### Erstes ODI in Johannesburg
| 22. Januar Scorecard | Johannesburg | West Indies 154-4 (28/28)                    | – | Südafrika 160-8 (27/27) |
|                      |              | Südafrika gewinnt mit 2 Wickets (D/L method) |   |                         |

Südafrika gewann den Münzwurf und entschied sich als Feldmannschaft zu beginnen. Als Spieler des Spiels wurde Carl Hooper ausgezeichnet.

### Zweites ODI in East London
| 24. Januar Scorecard | East London | West Indies 292-9 (50)          | – | Südafrika 249 (46.5) |
|                      |             | West Indies gewinnt mit 43 Runs |   |                      |

Südafrika gewann den Münzwurf und entschied sich als Feldmannschaft zu beginnen. Als Spieler des Spiels wurde Shivnarine Chanderpaul ausgezeichnet.

### Drittes ODI in Durban
| 27. Januar Scorecard | Durban | Südafrika 274-9 (50)          | – | West Indies 219 (43.1) |
|                      |        | Südafrika gewinnt mit 55 Runs |   |                        |

Südafrika gewann den Münzwurf und entschied sich als Schlagmannschaft zu beginnen. Als Spieler des Spiels wurde Hansie Cronje ausgezeichnet.

### Viertes ODI in Port Elizabeth
| 30. Januar Scorecard | Port Elizabeth | Südafrika 278-6 (50)          | – | West Indies 179 (41.3) |
|                      |                | Südafrika gewinnt mit 55 Runs |   |                        |

Die West Indies gewannen den Münzwurf und entschieden sich als Feldmannschaft zu beginnen. Als Spieler des Spiels wurde Herschelle Gibbs ausgezeichnet.

### Fünftes ODI in Kapstadt
| 2. Februar Scorecard | Kapstadt | Südafrika 221-8 (50)          | – | West Indies 132 (42.4) |
|                      |          | Südafrika gewinnt mit 89 Runs |   |                        |

Südafrika gewann den Münzwurf und entschied sich als Schlagmannschaft zu beginnen. Als Spieler des Spiels wurde Lance Klusener ausgezeichnet.

### Sechstes ODI in Bloemfontein
| 5. Februar Scorecard | Bloemfontein | Südafrika 273 (49.5)           | – | West Indies 159 (40.3) |
|                      |              | Südafrika gewinnt mit 114 Runs |   |                        |

Südafrika gewann den Münzwurf und entschied sich als Schlagmannschaft zu beginnen. Als Spieler des Spiels wurde Hansie Cronje ausgezeichnet.

### Siebtes ODI in Centurion
| 7. Februar Scorecard | Centurion | Südafrika 226-8 (50)          | – | West Indies 176 (44.5) |
|                      |           | Südafrika gewinnt mit 50 Runs |   |                        |

Südafrika gewann den Münzwurf und entschied sich als Schlagmannschaft zu beginnen. Als Spieler des Spiels wurde Jacques Kallis ausgezeichnet.